# واگنا
واگنا (به آلمانی: Wagna) یک منطقهٔ مسکونی در اتریش است که در لیبنیتس واقع شده‌است. واگنا ۱۲٫۹۸ کیلومتر مربع مساحت دارد ۲۶۶ متر بالاتر از سطح دریا واقع شده‌است.

## خواهرخوانده
شهر رونکی دی لجوناری خواهرخواندهٔ واگنا هست.